# Rollins A. Emerson
Rollins Adams Emerson  (* 5. Mai 1873 in Pillar Point, New York; † 8. Dezember 1947 in Ithaca, New York) war ein US-amerikanischer Genetiker.

## Leben
Emerson wuchs auf einer Farm in Nebraska auf und studierte Landwirtschaft an der University of Nebraska mit dem Bachelor-Abschluss 1897. Danach war er zwei Jahre beim Amt für Versuchsstationen des US-Landwirtschaftsministeriums. 1899 wurde er dort Assistant Professor für Gartenbau. Um die Jahrhundertwende befasste er sich mit Genetik und Kreuzungsexperimenten von Bohnenpflanzen (und auch schon 1899 von Mais), angeregt durch die Wiederentdeckung der Mendelschen Regeln, die um diese Zeit stattfand. 1911/12 war er ein Jahr an der Harvard University, um bei Edward M. East (1879–1938) zu promovieren (die Promotion erfolgte 1913). Ab 1914 war er Professor für Pflanzenzüchtung an der Cornell University, an der er 1942 emeritiert wurde. 1925 bis 1931 war er Dekan der Graduate School an der Cornell University.
Emerson war ein Pionier in der Verwendung von Getreidepflanzen (Mais) für genetische Forschung und erstellte mit seinen Schülern Genkarten (Kopplungskarten) von Mais. Er untersuchte das Zusammenspiel der Gene bei der Vererbung von Farbmustern (1921 veröffentlicht) und erkannte die Rolle multipler Allele. Sein Wirken machte die Cornell University zu einem Zentrum der Mais-Genetik. Forschungen auch anderer Institute wurden dort in einem jährlichen Maize Newsletter publiziert. Neben theoretischer Forschung war er auch in praktischen Züchtungsfragen für landwirtschaftliche Zwecke aktiv, zum Beispiel bei Bohnen, Sellerie und Melonen.
1923/24 sammelte er teilweise im Auftrag des Landwirtschaftsministeriums unterschiedliche Mais-Samen in Süd- und Mittelamerika und 1935 war er in Mexiko, um unter anderem die Maissorten der Maya zu untersuchen.
Emerson war Mitglied der National Academy of Sciences, der American Academy of Arts and Sciences, der American Association for the Advancement of Science und der American Philosophical Society. 1923 war er Präsident der American Society of Naturalists und 1933 der Genetic Society of America.
1898 heiratete er Harriet Hardin, mit der er vier Kinder hatte. Sein Sohn Sterling Howard Emerson war Genetik-Professor am California Institute of Technology.

## Schriften
- Genetic studies of variegated pericarp in maize. In: Genetics. Band 2, 1917, S. 1–35.
- The genetic relations of plant colors in maize. Cornell University Agricultural Experimental Station, Memoir 39, 1921.